# Meridarchis alta
Meridarchis alta är en fjärilsart som beskrevs av Diakonoff 1967. Meridarchis alta ingår i släktet Meridarchis och familjen Carposinidae. Inga underarter finns listade i Catalogue of Life.